# Єврейське кладовище (Чернівці)
Єврейське кладовище у Чернівцях, або Єврейський цвинтар у Чернівцях — цвинтар у місті Чернівці, що розташований у Чернівецькій області, у західній Україні.

## Історія
Єврейське кладовище на Зеленій вулиці було засноване рішенням муніципалітету у 1866 році. За початковим планом інженера Реллі цвинтар мав бути спроектований як садово-парковий комплекс. Планування було завершено дизайнером на ім'я Гаімбе. Початкова земельна ділянка, виділена муніципалітетом під кладовище, виявилась значно меншою ніж було потрібно, на думку єврейської громади, і тому вона зібрала кошти для придбання землі під розширення цвинтаря до його сьогоднішніх розмірів.
Теперішня площа кладовища становить близько 14.2 гектарів і складається з 137 прямокутників, які разом утворюють один безперервний замкнений комплекс. Близько 50 000 жителів Чернівців поховані на цьому цвинтарі, серед яких: перший єврейський міський голова міста, Едуард Рейсс (1905—1907); Юдейський поет та автор Еліезер Штейнбарг, головний Рабин громади, депутат Райхсрату і Ландтагу Буковини, видатний громадський діяч та лідер єврейської громади Бенно Штраухер, голова чернівецької палати адвокатів і відомий політик Макс Фоксганер; як і філантропи Анна та Маркус Кіслінгер; політик та депутат Райхсрату Давид Тіттінгер, почесний громадянин Чернівців Маркус Кампельмахер, політичний та громадський діяч Йозеф Штейнер та Шауль Лейб Штейнметз, лікар Др. Зігмунд Нойбергер, Др. Йозеф Охренштейн, як і багато інших, які зробили значний внесок у політичне, економічне, культурне та громадське життя Чернівців.
Хоча деякі з надгробків і монументів виконані у традиційному стилі, інші різняться дуже сильно, відображаючи збільшення рівня освіти і високий рівень освіченості населення, як і соціальні, культурні, артистичні, релігійні та політичні смаки та ідеали єврейської громади Чернівців. Монументи та надгробки на цвинтарі мають не аби-яке розмаїття форм, стилів та форм. Присутні стели, саркофаги, мавзолеї та обеліски виконані з мармуру, граніту, габро, пісковика, цементу та інших матеріалів. На цвинтарі працювали такі видатні скульптори, як Б. Редер, Л. Кукурудза, брати Москалюки, К. Кундль й інші.
Орнаменти на монументах використовують традиційні єврейські символи, як і елементи українського та єврейського народного мистецтва. Написи зроблені на Івриті, німецькій та російській мовах, включають імена, дати народження та смерті, інколи професію чи положення особи, вірш або іншу епітафію. Монументи радянського періоду часто мають фото покійного закарбоване у камені.
Церемоніальна споруда при вході на кладовище була збудована у 1905 році відповідно до проекту архітектора Функеля і профінансована за рахунок єврейської громади. Будівля складається з 4 кімнат: церемоніальний зал, моргу, ритуальної крамниці та офісу.
Цвинтар містить чотири братські могили: єврейські солдати австрійської армії з Першої світової війни (1914—1918), турецькі солдати, румунські громадяни, які загинули у 1941—1942 роках, і єврейські цивільні, жертви Голокосту з 1941.
Від 1995 року рішенням Чернівецької міської ради цвинтар є частиною історично-культурного заповідника «Кладовище на Зеленій вулиці»." На сьогодні, єврейське кладовище Чернівців є одним з найбільших старих єврейських кладовищ у Центральній та Східній Європі, що охороняються. Це також монумент і нагадування, колись значній, єврейській громаді міста і її ролі у політиці, економіці та культурному житті.
У 2021 році у Чернівцях розпочали відновлення кладовищ, що розташовані на вулиці Зеленій. Це стосується Єврейського та християнського кладовища. На цвинтарях планують збудувати додаткові туристичні алеї, відновити огорожу та багато інших елементів щоб ці цінні історичні об'єкти мали належний вигляд.

## Рекомендована література
- «From the history of Chernivtsi Jews», Chernivtsi, 2008. English and Ukrainian. ISBN 978-966-8658-48-8